# Igreja de Nossa Senhora de Porto Salvo
A origem da Capela de Nossa Senhora de Porto Salvo remete ao século XVII. A história confunde-se facilmente com a da região em que se insere.

## História
A sua construção é consequência de uma promessa de uns marinheiros da carreira das Índias, que, ao verem-se em grande apuro, prometeram a Nossa Senhora que iriam construir uma ermida no primeiro lugar alto que vissem à chegada.
A ermida foi construída mas mais tarde foi demolida a fim de dar origem à actual.
A actual capela começou a ser erguida em 1670, devido ao incremento de romarias e peregrinações à pequena ermida. Organizou-se então, nessa década, a irmandade tal como a conhecemos, que foi inicialmente formada por um juiz, uma juíza, um escrivão, um tesoureiro, dois procuradores, doze mordomos e dez mordomas, tendo eles pago as despesas com o seu próprio dinheiro, incluindo as da construção da nova igreja.
Com a instituição da Irmandade, confunde-se também a origem da grande festa de nossa Senhora de Porto Salvo, que durava dois dias, e era celebrada nos dias 25 e 26 de Julho de cada ano. A parte religiosa consistia em vésperas com terço, sermão e missa cantada sendo posteriormente a procissão. A parte pagã da festa consistia num grande arraial com muita animação.

## Na Actualidade

### Presbíteros

#### Pe José Luís Gonçalves
O Pe José Luís Gonçalves da Costa, baptizado na paróquia de Stº Agostinho em Marvila no dia 15 de Dezembro de 1972, foi ordenado presbítero no dia 1 de Dezembro de 1996, tomou posse como 3º Pároco a 19 de Outubro de 1997 de Laveiras-Caxias, e em 13 de Setembro de 1998, também como 3.º Pároco de Porto Salvo. No Mês de Setembro de 2000 foi indigitado como Capelão do Hospital Prisional de São João de Deus.

#### Pe Armando Patrício
O Pe Armando Patrício, sacerdote secular da Diocese de Sumbe – Angola. Tendo feito os estudos primários e secundários na sua terra natal – Município do Ebo,  em 1984 ingressou no seminário menor de Luanda e, no ano seguinte foi admitido no Seminário Maior de Luanda onde fez 2 anos do curso propedêutico, 3 anos de filosofia e 4 anos de Teologia. Terminados os estudos institucionais em 1994, fez estágio pastoral, antes da ordenação Diaconal,  na Diocese do Uige. Recebeu a ordenação Diacona aos 21.07. 1995 e a Sacerdotal aos 14. 07.  1996. Esteve de Pároco 8 anos na Paróquia de Nossa Senhora da Graça de Porto Amboim. Além de outros encargos pastorais nos organismos diocesanos, foi membro do colégio dos consultores e do conselho presbiteral, um dos directores espirituais do Seminário diocesano e professor de História de África. Actualmente estuda no Instituto Superior de Direito Canónico da Universidade Católica Portuguesa. Reside na casa Paroquial de Caxias prestando colaboração pastoral na Paróquia de Nossa Senhora das Dores – Caxias e Nossa Senhora de Porto Salvo - Porto Salvo.

## Fonte
- «Portal das Paróquias»